# Perales de Tajuña
Perales de Tajuña – miasto w Hiszpanii we wspólnocie autonomicznej Madryt, 38 km od Madrytu. Liczy 2 858 mieszkańców.